# ان‌ام‌ئی
نیو میوزیکال اکسپرس (ان‌ام‌ئی) یا به فارسی «مجلهٔ موسیقی‌های جدید» (به انگلیسی: NME:The New Musical Express) نام مجله‌ای با موضوع موسیقی در بریتانیا است که از مارس ۱۹۵۲ منتشر می‌شود. این مجله اولین مجله بریتانیایی بود که چارت تک‌آهنگ را در خود جای داد. در دهه هفتاد ان‌ام‌ئی تبدیل به پرفروش‌ترین مجله موسیقی بریتانیا شد.